# Sukamukti (Pamarican)
Sukamukti is een bestuurslaag in het regentschap Ciamis van de provincie West-Java, Indonesië. Sukamukti telt 4267 inwoners (volkstelling 2010).